# Set in Stone

Set In Stone es el segundo álbum por el exmiembro de Westlife, Brian McFadden. El álbum fue lanzado en Australia y Nueva Zelanda el 19 de abril de 2008. Fue lanzado en Reino Unido y Europa en el verano.

## Sencillos
El primer sencillo fue lanzado en Australia y Nueva Zelanda era una nueva versión de "Like Only a Woman Can". El segundo sencillo fue "Twisted" de acuerdo con Herald Sun. "Twisted" fue lanzado tanto físicamente como un sencillo digital el 19 de julio. Llegó al #5 en ARIA Album Charts. El primer sencillo en Reino Unido y Europa es " Everything But You. También el tercer sencillo llegó a los charts de Australia en el número 99 en descargas.

## Listado de canciones
1. "Twisted" - 3:53
2. "Like Only a Woman Can" - 3:52
3. "Get Away" - 3:24
4. "Room to Breathe" - 5:33
5. "Jones" - 2:58
6. "Alice in Wonderland" - 4:06
7. "Everything But You" - 4:03
8. "Forgive Me Twice" - 4:26
9. "Zoomer" - 3:34
10. "Set in Stone" - 4:49

## Historia de lanzamiento
| País      | Fecha               |
| --------- | ------------------- |
| Australia | 21 de abril de 2008 |
| Filipinas | 19 de marzo de 2009 |